# 澤田完
澤田完（1968年4月9日—），是一位日本東京都出身的作曲家，東京音樂大學肄业。以作曲涉猎种类广泛而闻名，配乐编曲涉及連續劇、電影和舞台劇等艺术形式。他更是自2005年起擔任《多啦A夢》的音樂擔當者。

## 電視節目
- NHKみんなのうた（作曲、編曲）
- 沒有標題的音樂會（編曲）

## 電視劇
- 14歲媽媽
- 傳說中的教師
- 女婿先生
- 美女與野獸
- 成為女主人!
- 薔薇的十字架
- 再見螢火蟲（真人版）
- 逃亡者 おりん
- 夏日之戀～Summer Time～
- ドリーム～90日で1億円～
- Doctor-X～外科醫·大門未知子～
- 養狗這回事
- 遺產爭族

## 舞台劇
- 紫式部ものがたり
- エレファントマン
- 傳說中的女優
- 浪人街
- サラ ～追想で綴る女優サラ・ベルナールの生涯～
- 戀愛三重奏
- 若き日のゴッホ

## 動畫
- あじさいの唄（OVA作品）
- ジバクくん
- Keroro軍曹（初代OP、3代目ED、挿入歌作曲）
- 多啦A夢（水田版本）
- スージーちゃんとマービー
- KAIKANフレーズ
- MOONLIGHT MILE
- 哥吉拉 奇異點

## 電影
- ふみ子の海
- 深紅

## 動畫電影
- 大雄的南海大冒險（音樂編曲）
- 大雄與機械人王國（插入歌編曲）
- 大雄的恐龍2006
- 大雄的新魔界大冒險~7人魔法使~
- 大雄與綠之巨人傳
- 新·大雄的宇宙開拓史
- 大雄的人魚大海戰
- 新·大雄的日本诞生
- 大雄的南極冰天雪地大冒險（插入歌編曲）
- 劇場版寵物小精靈 超夢夢的反擊（片尾主題歌編曲）
- 劇場版寵物小精靈 比卡超探險隊